# Oficerska Szkoła Aeronautyki
Oficerska Szkoła Aeronautyki (ros. Офицерская воздухоплавательная школа (ОВШ)) – wojskowa instytucja edukacyjna Armii Imperium Rosyjskiego, sformowana w 1910 na bazie Szkoleniowego Parku Aeronautycznego, kształcąca aeronautów (pilotów) i oficerów jednostek aeronautycznych. Od 1917 Szkoła Aeronautyczna .

## Historia
Szkoła mieściła się w Petersburgu, na Wołkowym Polu. Święto szkoły: 20 lipca.
Powstała w 1910 na bazie Szkoleniowego Parku Aeronautycznego, położonego na Wołkowym Polu na południowych obrzeżach Petersburga. Od maja 1911 roku wydział lotniczy Szkoły stacjonował w Gatczynie. Dyrektorem szkoły był generał major Aleksandr Kowanko, który był entuzjastą sterowców i przez długi czas nie dostrzegał perspektyw rozwoju samolotów cięższych od powietrza. Stanowisko A. M. Kowanki podzielał wielki książę Piotr Nikołajewicz, szef Zarządu Inżynierii Wojskowej armii rosyjskiej.
Szybki rozwój lotnictwa spowodował konieczność zmiany podejścia. Na początek Główny Zarząd Inżynieryjny Rosyjskiego Departamentu Wojskowego, korzystając z pieniędzy przeznaczonych na rozwój krajowej aeronautyki, wysłał do Francji dwóch rosyjskich oficerów, doświadczonych lotników Siergieja Niemczenko i Nikołaja Utieszewa. Ich zadaniem było zapoznanie się z rozwojem lotnictwa we Francji i wyrażenie opinii na temat celowości zakupu francuskich samolotów na potrzeby wojska. Oficerowie dobrze poradzili sobie z postawionym przed nimi zadaniem, we Francji udało im się nawet polecieć w roli pasażerów z samym Wilburem Wrightem i zgodzili się kupić dziesięć jego urządzeń za 200 tysięcy rubli .
W listopadzie 1908 wyniki misji tych dwóch oficerów zostały omówione z Generalnym Inspektorem Inżynierii. Przemawiając na spotkaniu, dowódca Szkoleniowego Parku Aeronautycznego, generał dywizji Kowanko, odrzucił pomysł zakupu samolotów Wright i zaproponował zaprojektowanie i budowę krajowych samolotów przez rosyjskich inżynierów wojskowych za znacznie mniejszą kwotę. Spotkanie, któremu przewodniczył Generalny Inspektor, przyjęło propozycję Kowanki. Prawie natychmiast po tym czterech inżynierów wojskowych – kapitan M. W. Agapow, kapitanowie sztabowi B. F. Gebauer, W. W. Gołubiew i A. I. Szabski – rozpoczęło pracę w warsztatach Parku Aeronautycznego. W roku 1908 Rosja nie mogła jeszcze pochwalić się produkcją lekkich i wystarczająco mocnych silników benzynowych, dlatego lwia część pieniędzy przydzielonych przez Departament Wojskowy została przeznaczona na zakup silników za granicą. Wiosną 1909 roku wymienieni wyżej oficerowie ukończyli prace nad projektami swoich samolotów, a latem 1909 roku je zbudowali. W Gatczynie, na terenie wojskowym, zbudowano specjalne hangary, do których pod koniec września wynalazcy przywieźli wszystko, co było im potrzebne, i zabrali się do składania swoich maszyn. Niestety testy, które rozpoczęły się w grudniu i trwały do lata 1910, nie dały zadowalających rezultatów. Okazało się, że wszystkie cztery samoloty miały niewielki margines bezpieczeństwa. Przykładowo samoloty Shabsky’ego i Gebauera zepsuły się podczas kołowania po ziemi, przed rozpoczęciem lotu. Najbliżej „latającego” samolotu znajdował się samolot Agapowa, jednakże zaczął latać dopiero po przebudowie na obraz i podobieństwo samolotu Farmana, który został zakupiony za granicą i dostarczony do Gatczyny latem 1910. Porażkę konstruktorów łatwo było wytłumaczyć: wszyscy czterej, gdy zaczynali projektować, nie mieli żadnego doświadczenia w tej pracy, co więcej, nigdy nie widzieli „na żywo” samolotów. W raporcie Głównego Zarządu Inżynieryjnego odnotowano: „…Ponieważ budowę tych samolotów rozpoczęto już w 1908 roku, gdy informacje o takich samolotach były tylko przypadkowe i fragmentaryczne, i natychmiast zaczęto budować różne samoloty, to biorąc pod uwagę brak doświadczenia w tej materii i późne przybycie pierwszych próbek samolotów zamówionych za granicą, budowa tych samolotów pod względem konstrukcyjnym okazała się ogólnie mniej udana, w porównaniu z typami samolotów opracowanymi za granicą” .
Obok lotniska, w pobliżu wioski Salizi, zgodnie z planem resortu wojskowego, urządzano poligon dla parku lotniczego. W kwietniu 1910 A. Kowanko mianował oficera parkowego G. Gorszkowa na stanowisko szefa lotniska w Gatczynie i przydzielił mu grupę żołnierzy, którzy natychmiast przystąpili do przygotowywania lotniska. Oprócz hangarów na 10–12 samolotów, na obrzeżach lotniska powstało niewielkie miasteczko z warsztatami, magazynem paliwa, prowizoryczną stacją meteorologiczną i pomieszczeniami gospodarczymi. Oficjalne otwarcie lotniska nastąpiło 26 marca 1911. Jego szefem został kapitan sztabowy G. Gorszkow. Na lotnisku we wsi Salizi wybudowano maszt cumowniczy i hangar dla sterowców. Wielki książę Aleksander Michajłowicz zwrócił uwagę na możliwość poważnego znaczenia lotnictwa w sprawach wojskowych, z jego inicjatywy w marcu 1910 utworzono Departament Floty Powietrznej jako część Specjalnego Komitetu ds. Odbudowy Floty Morskiej .
W 1911 w Oficerskiej Szkole Aeronautyki utworzono tymczasowy wydział lotnictwa, a jego szefem został mianowany podpułkownik Siergiej Uljanin. W 1911 skierowano na kurs do wydziału 16 oficerów, w tym 6 oficerów Sztabu Generalnego, celem ich wyszkolenia na obserwatorów lotniczych. W sumie w 1911 wydział wyszkolił do latania 10 oficerów, przygotował 6 obserwatorów spośród oficerów Sztabu Generalnego oraz zapoznał 32 oficerów składu Oficerskiej Szkoły Lotniczej z zagadnieniami lotnictwa i odbył z nimi praktykę lotniczą. Ponadto przeszkolono 10 żołnierzy w zakresie napraw samolotów, 21 żołnierzy w zakresie montażu i regulacji samolotów oraz 15 mechaników samolotowych. We wrześniu 1912 tymczasowy wydział przekształcono w stały wydział lotnictwa w Gatczynie. Misją wydziału było przygotowywanie oficerów i szeregowców do służby w jednostkach aeronautycznych oraz przeprowadzanie eksperymentów i prób praktycznych w celu sprawdzenia przydatności nowych samolotów do celów wojskowych .
Oficerowie szkoły zajmowali się pracą konstrukcyjną, a ich wynalazki wniosły duży wkład w rozwój krajowego lotnictwa. Siergiej Uljanin był członkiem rzeczywistym Rosyjskiego Towarzystwa Technicznego (IRTS), pracował nad problemami fotografii lotniczej, w 1908 otrzymał patent na wynalazek aparatu fotograficznego do automatycznego zapisu danych fotogrametrycznych (aparat ten był używany do lat dwudziestych XX wieku). W 1915 uzyskał patent na zasadę zdalnego sterowania pojazdami, a w 1915 roku opatentował wynalazek żyroskopu. Na lotnisku w Gatczynie przeprowadzano wiele eksperymentów nad wykorzystaniem lotnictwa do celów wojskowych i naukowych. Tutaj również przeprowadzono pierwsze w Rosji eksperymenty nad wykorzystaniem łączności bezprzewodowej w lotnictwie. W 1912 w obozie Oficerskiej Szkoły Lotniczej w Saluzi (Kotelnikowo) przetestowano całkowicie nowy spadochron RK-1, zaprojektowany przez G. Kotelnikowa. W szkole kontynuowano eksperymenty nad bojowym wykorzystaniem sterowców. Od 15 sierpnia 1912 roku w Oficerskiej Szkole Aeronautyki prowadzono eksperymenty strzeleckie ze sterowców „Łabędź”, „Jastrząb” i „Albatros”. Strzelanie z pistoletu maszynowego Madsen do celów naziemnych z wysokości 600 m dało dobre wyniki .

## Komendanci szkoły
- 04.08.1910 do 08.08.1917 – Aleksandr Kowanko, generał major/generał porucznik[1] .